# Georg Solti
Sir Georg Solti, KBE ([ˈdʒɔrdʒ ˈʃɒlti]?; født 21. oktober 1912 i Budapest, død 5. september 1997 i Antibes) var orkester- og operadirigent, der var bedst kendt for sit samarbejde med operaerne i München, Frankfurt og London og som en længe virkende musikdirektør for Chicago Symphony Orchestra. Med 31 Grammy-priser er han den, der har vundet 2. flest i historien, næst efter Beyonce med 32 i 2023.

## Historie
Solti var født i Budapest, hvor han studerede under Béla Bartók, Leo Weiner og Ernő Dohnányi. I 1930'erne var han repetitør ved Den ungarske Statsopera og arbejdede for Arturo Toscanini ved Festspillene i Salzburg. Hans karriere blev afbrudt af nazismens fremgang, og fordi han var jøde flygtede han fra de antisemitiske love i 1938. Efter at have dirigeret en sæson af russiske balletter i London på Royal Opera House, fandt han tilflugt i Schweiz, hvor han blev resten af 2. verdenskrig. Da det var ham forbudt at arbejde som dirigent dér, tjente han til dagen og vejen som pianist.

### Efter 2. verdenskrig
Efter krigen blev Solti musikdirektør for Bayerische Staatsoper i München i 1946. I 1952 flyttede han til Oper Frankfurt, hvor han var chef gennem ni år. Han fik vesttysk statsborgerskab i 1953. I 1961 blev han musikdirektør for Covent Garden Opera Company i London. Under sin tiårige embedstid indførte Solti forandringer, der løftede standarden til internationalt niveau. I hans tid som musikdirektør blev selskabets status hævet ved tildeling af titlen The Royal Opera. Han blev britisk statsborger i 1972.
I 1969 blev Solti udnævnt til musikdirektør for Chicago Symphony Orchestra, en stilling han bestred i 22 år. Han genoprettede orkestrets omdømme, efter det havde været aftagende i det meste af det foregående årti. Ved sin pensionering i 1991 blev Solti orkestrets æresmusikdirektør. I sin tid ved orkestret i Chicago havde han også kortere perioder ledet Orchestre de Paris og London Philharmonic Orchestra.
Han var kendt for den intensitet, hvormed han skabte musik i sine tidlige år og blev mere afdæmpet i sine senere år. Han indspillede mange værker to og tre gange på forskellige tidspunkter gennem sin karriere og var en meget produktiv kunstner med mere end 250 optagelser, heraf 45 komplette operasæt. Den hans mest kendte optagelse er Deccas komplette Richard Wagners Der Ring des Nibelungen indspillet mellem 1958 og 1965. Dette sæt er to gange blevet kåret til den bedste optagelse nogensinde ved afstemninger lavet af tidsskriftet Gramophone i 1999 og BBCs Music Magazine i 2012.